# Mis hermanos sueñan despiertos
Mis hermanos sueñan despiertos eés una pel·lícula xilena dirigida per Claudia Huaiquimilla, coescrita amb Pablo Greene, qui produeix al costat de Mariana Tejos. La seva estrena mundial va ser en la Competència oficial "Cineasti del Presente" del 74è Festival Internacional de Cinema de Locarno en 2021. Va guanyar els premis a Millor Actor (Iván Càceres), Millor Guió (Claudia Huaiquimilla i Pablo Greene) i Millor Pel·lícula Iberoamericana de Ficció en el 36è Festival Internacional de Cinema a Guadalajara; i el Gran Premi Coup de Coeur (Millor Pel·lícula) i Premi del Públic al 34è Festival de Cinema Llatinoamericà de Tolosa de Llenguadoc, entre d'altres.
Triada per l'Acadèmia de Cinema de Xile per a representar al país a la LXIV edició dels Premis Ariel, on va aconseguir la nominació a "Millor Pel·lícula Iberoamericana".

## Sinopsi
Ángel i el seu germà menor Franco porten un any reclosos en una presó juvenil. Malgrat les dificultats, han format un sòlid grup d'amics amb els qui passen els dies compartint somnis de llibertat. Tot canvia quan l'arribada d'un jove rebel ofereix una possible fugida: l'única porta per a fer aquests somnis realitat. Inspirat en molts fets reals.

## Repartiment
- Iván Cáceres - Ángel
- César Herrera - Franco
- Paulina García - la profesora Ana
- Andrew Bargsted - Jaime
- Sebastián Ayala - Jonathan
- Julia Lübbert - Tiare
- Belén Herrera - Bianca
- René Miranda - Michael
- Joaquín Huenufil - Bryan
- Diego Arboleda - Parse
- Luz Jiménez - Weli
- Robinson Aravena - Avi Juan
- Mario Ocampo - Monitor
- Germán Díaz - Bastián
- Ariel Mateluna - Mala Junta
- Claudio Arredondo - Advocat
- Otilio Castro - el Don Gendarme
- Víctor Recabarren - Víctor
- Francisco Sepúlveda - Francisco
- Ángel Pérez - Angelo
- Alejandro Neira - Alejandro
- Jorge Chambergo - Jorge
- Martín Maldonado - Maldonado
- Daniel Huaiquimilla - Home Detenció
- Jonathan Saldías - Home Detenció 2

## Premis
- Millor Actor (Iván Càceres), Millor Guió (Claudia Huaiquimilla i Pablo Greene) i Millor Pel·lícula Iberoamericana de Ficció en el 36è Festival Internacional de Cinema a Guadalajara, Mèxic (2021).
- Gran Premi Coup de Coeur (Millor Pel·lícula) i Premi del Públic al 34è Festival de Cinema Llatinoamericà de Tolosa de Llenguadoc, (2022)[4]
- Esment honrós FEISAL en el 36è Festival Internacional de Cinema de Guadalajara, Mèxic (2021).
- Millor Pel·lícula + Premi Héctor Ríos a Millor Fotografia en el 28è Festival Internacional de Cinema de Valdivia (2021)
- Millor Pel·lícula (Gyphon Award) de Competència oficial Generator+16 en el 52° Giffoni Film Festival, Itàlia (2022).
- Millor Pel·lícula de la Competència Llatinoamericana en el 17° Festival Tucumán Cinema, l'Argentina (2022).
- Millor Pel·lícula Xilena de l'Any, lliurat per Cercle de Crítics d'Art de Xile (2021).
- Esment especial del jurat en Competència «Punt de trobada» + segona lloc en Premi del Público en 66è SEMINCI, Espanya (2021).
- Millor Actor + segon lloc en Premi del Público en 35è Cineuropa, Espanya (2021).
- Premi Argentores a Millor Guió + Esment Especial del Jurat en el 8° Festival de Cinema de les Altures Jujuy, l'Argentina (2022)
- Millor Pel·lícula Internacional en 7è Festival de cinema Nacional i Internacional de Linares (2021).
- Millor Pel·lícula, Premi del Público, Millor Direcció i Millor Direcció d'Art en el 14è Festival de Cinema Xilè de Quilpué (2022).
- Premi del Públic en el 3r Festival de Cinema Nacional de Ñuble (2022).
- Premi del Públic en el 38° Festival Reflets Cinéma Ibérique & Llatí-American, França (2022).
- Premi del Públic i Premi del Jurat Estudiantil al 10è Festival de Cinema Ibèric & Llatinoamericà Ojo Loco, França (2022).
- Premio del Públic al 29è Festival Cinelatino Tübingen, Alemanya (2022).
- Premi del Público en el 29° Festival Cinelatino Tuebingen, Alemanya (2022).
- Premi del Público a Millor Pel·lícula (Golden Apple) en el 62° Zlin Flim Festival (Children, Júnior and Youth Category), República Txeca (2022).
- Premi del públic en 15° Festival de cinema Polo Sud Llatinoamericà (2022)
- Millor Pel·lícula (Competència Joves i Adolescents) en 11° Festival Internacional de Cinema Ull de Peix (2022)
- Teen Jury Award en el Filmon´On the International Film Festival for Young Audiences, Bèlgica (2022).
- Millor Música en el 34° Festival Internacional de Cinema de Vinya de la Mar (2022).

## Nominacions
- Nominada a "Millor Pel·lícula Iberoamericana" a la LXIV edició dels Premis Ariel.
- Nominat al Lleopard d'Or en la competència oficial "Cineasti del presente" del 74è Festival Internacional de Cinema de Locarno.
- Nominat a l'Hugo d'Or en la competència oficial "Nous directors" del 57° Festival Internacional de Cinema de Chicago.
- Nominat a Millor Pel·lícula Iberoamericana en la Competència Iberoamericana del 33è Festival Internacional de Cinema de Palm Springs.
- Nominat a 5 Premis Caleuche: Iván Càceres (Millor actor protagonista), Paulina García i Julia Lübbert (Millor actriu de repartiment), a més de Andrew Bargsted i Sebastián Ayala (Millor actor de repartiment).
- 12 preseleccions (totes les categories) en la shortlist dels Premis Platí, sent la pel·lícula amb més preseleccions de tots els països.